# Јангстаун (Охајо)
Јангстаун (енгл. Youngstown) град је у америчкој савезној држави Охајо.

## Демографија
По попису из 2010. године број становника је 66.982, што је 15.044 (-18,3%) становника мање него 2000. године.
| Група             | 2000.          | 2010.          |
| Белци             | 40.100 (48,9%) | 28.918 (43,2%) |
| Афроамериканци    | 35.937 (43,8%) | 30.257 (45,2%) |
| Азијати           | 267 (0,3%)     | 297 (0,4%)     |
| Хиспаноамериканци | 4.282 (5,2%)   | 6.207 (9,3%)   |
| Укупно            | 82.026         | 66.982         |